# Casa Vinyals de la Torre
La casa Vinyals de la Torre és un edifici situat als carrers de Sant Pere Més Baix, 37 i de les Arenes de Sant Pere, 1 de Barcelona, catalogat com a bé cultural d'interès local.

## Història
El 1716 pertanyia a Emmanuel Vinyals de la Torre (1670-1723), secretari del Sant Ofici de la Inquisició. Posteriorment, passà a mans del seu fill Josep Vinyals de la Torre i Braçó, també secretari de la Inquisició, que el 1740 obtingué del seu veí Pere Bertran l'establiment en emfiteusi d'un tascó del seu hort al carrer de Sant Pere Mitjà. Cap al 1750, la propietat es va ampliar amb una botiga al carrer de les Arenes, adquirida al mestre de cases Josep Ribes i Ferrer, pare de Josep Ribes i Margarit.
La finca fou heretada per la seva neboda Gertudis Vinyals de la Torre i Pujol, filla del seu germà Fèlix, també secretari de la Inquisició, i casada amb Fèlix Vila i Vila, hereu d'una família de Tona. El 1795, ja vídua, va demanar permís per a obrir una porta al carrer de les Arenes de Sant Pere, i novament el 1806 per a fer-hi més reformes. L'hereu fou Francesc Vila i Vinyals de la Torre, que el 1810 es va casar amb Teresa Chia i Buxó. La seva germana Maria Felipa es va casa amb Ramon de Clascà.
El 1846, els germans Dídac i Josep Maria Vila i Chia van encarregar al mestre d'obres Esteve Bosch i Gironella la remunta d'un pis al carrer de les Arenes de Sant Pere.

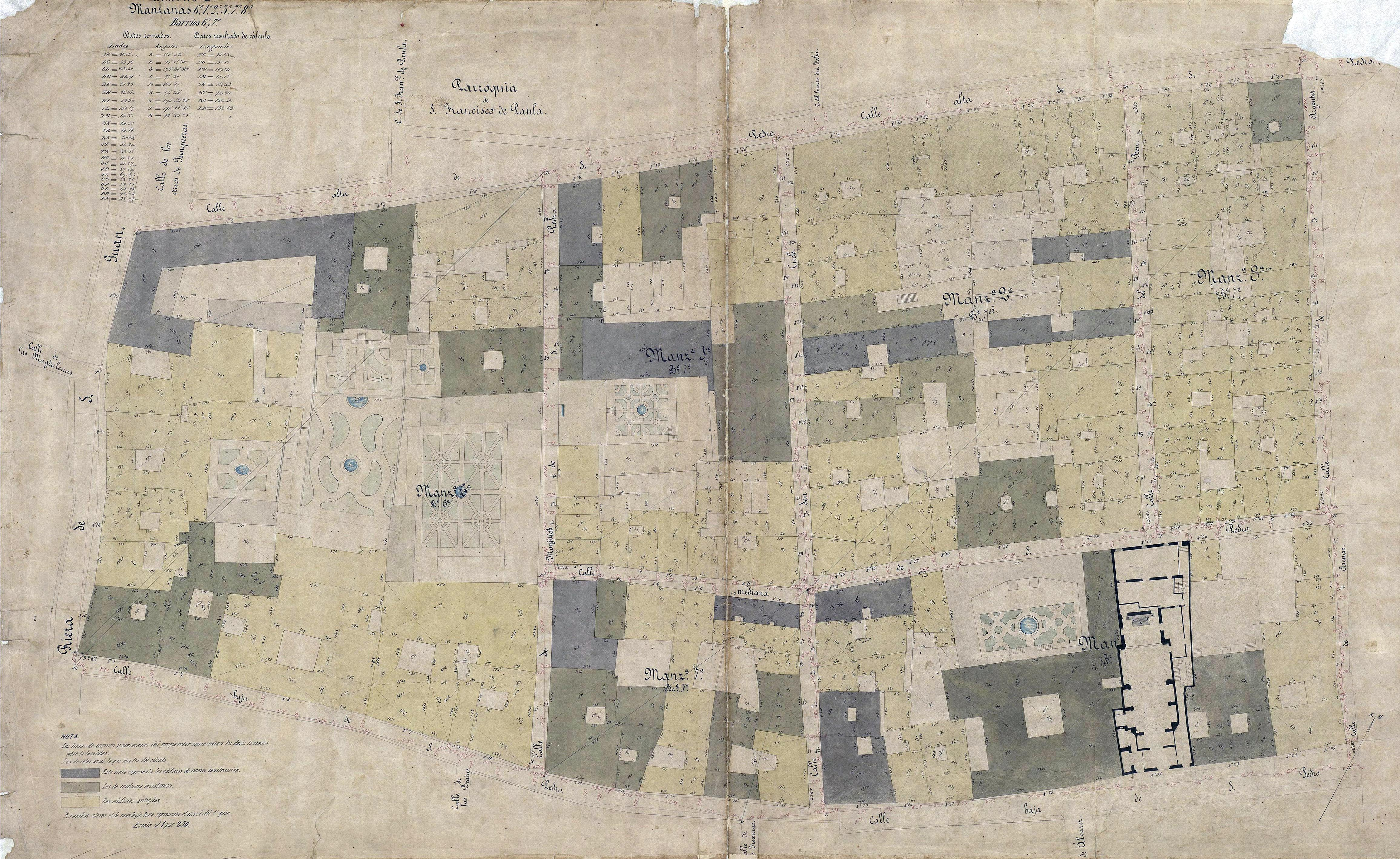
Quarteró núm. 24 de Garriga i Roca

## Descripció
Es tracta d'un edifici d'habitatges de planta baixa i tres pisos, datable als segles xvi o xvii. En un extrem de la façana principal hi un portal adovellat de mig punt (decorat subtilment per una petita voluta a una de les dovelles d'arrencada) a la planta baixa, i al primer i segon pis, balcons amb brancals i grans llindes de pedra motllurada i llosanes també de pedra, probablement instal·lats durant el segle xviii.
El parament és de blocs irregulars de pedra i maó als baixos, i d'estuc imitant carreus a la resta. La façana està coronada per una ampla cornisa ceràmica amb tortugada que enllaça amb l'edifici número 35, i que queda interrompuda a la cantonada per una remunta recent que enllaça amb la del 1846.